# スクリーニング (生物学)

## 土壌におけるスクリーニング
土壌におけるスクリーニングの場合、土を回収する袋の大きさは自由だが、なるべく小さい方が良い。それは、あまり多すぎても目的となる菌が見つからないこともあるからである。やり方は土を回収後、脱イオン水をオートクレーブで滅菌した滅菌水に小さじ1杯分くらい入れた方が良い。その際、滅菌水は冷めた状態で行うのが適切である。熱したままで行うと菌が死ぬ可能性があるからだ。白金耳を使い、滅菌水の中の微生物を培地に塗沫するが、注意しておいた方が良いのは、シャーレの蓋を下向きにし、下からジグザグに菌を植えつけていくことだ。こうすることにより、コンタミすることは滅多に起こらないし、菌の着床も進む。後は、下を向けた状態で適温、湿度、時間、日数を決めて培養すればよい。

## ゲノムからの遺伝子のスクリーニング
ゲノムから遺伝子をスクリーニングする方法は、いくつかあるがここでは代表的な方法を挙げる。ある表現型を示す遺伝子をターゲットとしてスクリーニングを行う場合、まず、その表現型をノックアウトした株を取得する必要がある(遺伝子破壊)。その後、その株に対して、その株から構築したゲノムライブラリーを導入することでノックアウトされた表現型が相補されたならば、導入した遺伝子が目的の遺伝子であると考えることができる。